# Cormac Burke (duchowny)
Cormac Burke (ur. 1927) – irlandzki prawnik i duchowny katolicki. W 1955 roku został wyświęcony na katolickiego księdza, a w 1986 został mianowany przez papieża Jana Pawła II. audytorem Roty Rzymskiej.

## Wybrane publikacje
- “St. Augustine: a View on Marriage and Sexuality in Today's World.” Angelicum, vol. 89, no. 2, 2012, pp. 377–403
- "Psychiatry: A "Value-Free" Science?" The Linacre Quarterly, vol. 67 (2000), pp. 59-88